# Акаби-Дэвис, Уильям
Уильям Майкл Джеффри Акаби-Дэвис (англ. 	William Michael Jeffrey Akabi-Davis; род. 3 августа 1962, Фритаун) — сьерра-леонский легкоатлет, выступавший в беге на короткие и средние дистанции. Участник летних Олимпийских игр 1980 года.

## Биография
Уильям Акаби-Дэвис родился 3 августа 1962 года в сьерра-леонском городе Фритаун.
В 1980 году вошёл в состав сборной Сьерра-Леоне на летних Олимпийских играх в Москве. В беге на 400 метров занял в забеге 1/8 финала последнее, 6-е место, показав результат 50,80 секунды и уступив 2,77 секунды попавшему в четвертьфинал с 4-го места Хуссейну Али Насаифу из Ирака. В эстафете 4х100 метров команда Сьерра-Леоне, за которую также выступали Рудольф Джордж, Шеку Боима и Уолтер Дёринг, заняла в полуфинале последнее, 8-е место с результатом 42,53, уступив 3,05 секунды попавшим в финал с 4-го места сборным Бразилии и Нигерии. В эстафете 4х400 метров команда Сьерра-Леоне, за которую также выступали Джимми Массаллай, Сар Кендор и Жорж Бранш, заняла в полуфинале последнее, 8-е место с результатом 3 минуты 25,0 секунды, уступив 20,1 секунды попавшей в финал со 2-го места команде Бразилии.